# Tihomil Beritić
Tihomil Beritić (Herceg Novi, 1919. június 24. – Zágráb, 1999. április 6.) horvát belgyógyász orvos, toxikológus, üzemorvoslási specialista, akadémikus, egyetemi tanár.

## Élete
Herceg Noviban született 1919-ben. Zágrábban az Egyetem Orvostudományi Karán végzett 1943-ban. Külföldön (Prágában, Londonban, Torontóban) üzemorvosi, Horvátországban (Zágrábban) belgyógyászati szakterületre specializálódott. A második világháború alatt édesanyjával, Đina Gertrudával egy zsidó gyermeket, Dina Büchlert bujtatták, aki egy barátjának lánya volt. A lányt Beritić húgává fogadta. A háború és Izraelbe való távozása után Dina tovább tartotta a kapcsolatot megmentőivel. Tettéért 1994-ben a megkapta a Világ Igaza kitüntetést.
Zágrábban 1949-től 36 éven át vezette az Orvoskutató és Foglalkozásegészségügyi Intézet Foglalkozási Betegségek Osztályát. Megalapította a Toxikológiai Központot. 1961-től a Zágrábi Egyetem Orvostudományi Karán tanított rendes tanárként. 1969-től 1973-ig a Munkahelyi Higiéniai Archívum (ma Munkahelyi Higiéniai és Toxikológiai Archívum) vezetője volt. 1979-ben doktorált a zágrábi Orvostudományi Karon az ólomneuropátiáról szóló disszertációjával. 1986-tól a Horvát Tudományos és Művészeti Akadémia rendes tagja volt. 1988-ban életműdíjat kapott. 1999-ben hunyt el Zágrábban.

## Munkássága
A nehézfémek toxikológiájával, különösen a hematológiai elváltozásokkal foglalkozott. Tanulmányozta a mangánt és a higanyt, az arzén- és vinil-klorid-mérgezést. Bebizonyította, hogy az ólom neuropátia a motoneuronok betegsége.

## Fő művei
- Patologija rada: profesionalne bolesti u rudarstvu, industriji i poljoprivredi, 1965. (társszerzők: M. Šarić, D. Majić-Prpić)
- Profesionalne bolesti, 1981.
- Toksikologija ugljikovodika, 1988.
- Mikotoksini i „Žuta kiša”, 1989.
- Urgentna medicina:prethospitalni postupak, 1995.

## Emlékezete
A Horvát Tudományos és Művészeti Akadémia elhunyt akadémikusokról szóló sorozatának 2000-ben kiadott 93. száma Tihomil Beritić professzor életművéről szól. A kiadást Dragan Dekaris szerkesztette.